# Westhouses
Westhouses – wieś w Anglii, w hrabstwie Derbyshire, w dystrykcie Bolsover. Leży 23 km na północ od miasta Derby i 198 km na północny zachód od Londynu.